# 拉特朗圣格肋孟圣殿
拉特朗圣格肋孟圣殿 （義大利語：Basilica di San Clemente al Laterano）位于意大利罗马的圣若望拉特朗街，是天主教的一个宗座圣殿與司鐸級樞機領銜教堂 ，献给教宗克萊孟一世。

## 歷史
該圣殿在過去數世紀中從一個基督教的秘密聚會點（公元一世紀）變成一座雄偉的宗座圣殿（公元六世紀），顯示出天主教漸大的合法性及勢力。

### 羅馬建築
這個聚會所本來屬於羅馬執政官安敦寧·畢尤。他是當時眾多參議員中第一位皈依基督教的參議員，所以他允許他的住所作基督教的秘密聚會點（因為基督教當時被禁教）。
在2世紀，一位拜日教的成員建了一個小寺廟獻給密特拉神。這小寺廟一直都用於入會儀式的用途（直到三世紀）。此外，寺廟的中心安放了一座大理石祭壇，祭壇四面都雕有淺淺的浮雕，分別為克勒蒙斯正在殺一隻公牛，持火炬者們及一條蛇。

### 第一座教堂
在Fr. Joseph Mullooly於1980年代的多次挖掘中，發現原來該圣殿被遺忘 及古老的建築物位於中世紀那座的下方。在基督教於390年代成為羅馬國教後，建築師們開始擴建原本的小教堂。他們把教堂的房間及庭院建得更複雜一些，並於原本教堂的位置上建了一個中殿，他們也在之前的太陽式洞上建了一個後殿。
此外，這所建築物曾為會議的舉行地（由教宗佐西於417年及教宗聖西玛克於499年擔任主席）。而最後一個於這所建築物舉行的重要活動為於1099年舉行的教宗選舉（由教宗巴斯加二世當選）。

### 第二間教堂

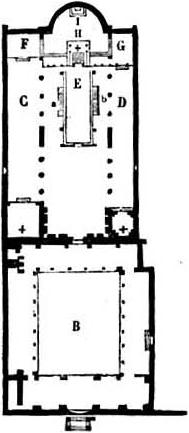
教堂的圖紙

我們現在所見的該聖殿於1099年開始重建，並於1120年完工。直到今天，這所建築物也是眾多羅馬教堂中其中一座最華麗的教堂。它的入口原本為列柱走廊（圖紙上的B點，並由拱廊環繞著），但這些列柱走廊現今用為迴廊（由女修道院建築物包圍）。後面的教堂被拱廊分為三個中殿。而十二世紀建成的詩班席（圖紙上的E點）就結合了舊建築的大理石元素。此外，在圣殿的長老會裡有一座有蓋祭壇（圖紙上的H點）。而圣殿的主教座位位於後殿，座位的正上方鑲有以十字架的勝利（Triumph of the Cross）為主題的馬賽克。
從1667年開始，多明我會成為圣殿的管理人。 教宗烏爾巴諾八世讓他們留在圣殿，假如他們給神職者們住所使他們能在羅馬學習及教學。 
在圣殿中庭的其中一幅牆上，有一塊教宗格肋孟十一世加上的匾，讚美圣格肋孟圣殿「這座古老的教堂對抗過歲月的摧殘」。此外，他也定下了對這古老建築的修復工程（他選了Carlo Stefano Fontana作這次工程的建築師，並於1719年完工）。在旁邊的一個小堂裡，安葬了發明格拉哥里字母及傳教給斯拉夫人的聖西里爾。若望·保祿二世有時候也會在這小堂裡為波蘭及斯拉夫國家禱告。 

### 注腳
1. ↑  . Catholic-hierarchy.org.   [2012-09-17]. （原始内容存档于2021-01-20）.
2. ↑  Touring Club Italiano, Roma e dintorni (Milan, 1965) pp.374f.
3. ↑  "Abandoned c. 1100 A.D. and forgotten until its existence was rediscovered by archaeological excavation in the mid-nineteenth century", remarks John Osborne, in discussing "The 'Particular Judgment': An Early Medieval Wall-Painting in the Lower Church of San Clemente, Rome" The Burlington Magazine 123 No. 939 (June 1981:335-341) p 335.
4. ↑  John Gilmartin, "The Paintings Commissioned by Pope Clement XI for the Basilica of San Clemente in Rome" The Burlington Magazine 116 No. 855 (June 1974, pp. 304-312) p 304.

### 書籍和網站
- Mullooly, Joseph. . Reprint from 1st edition in 1873. Kessinger Publishing, LLC. 2007年. ISBN 054877854X.
- "San Clemente" （页面存档备份，存于）, article by Chris Nyborg.